# У сенци клисуре
„У сенци клисуре” је југословенски кратки ТВ филм из 1969. године. Режирала га је Огњенка Милићевић а сценарио је написан по делу Џона Милингтон Сингеа.

## Улоге
| Глумац                   | Улога |
| ------------------------ | ----- |
| Мија Алексић             |       |
| Стојан Столе Аранђеловић |       |
| Славка Јеринић           |       |
| Бранко Милићевић         |       |